# Frenulina cruenta
Frenulina cruenta är en armfotingsart som beskrevs av Cooper 1973. Frenulina cruenta ingår i släktet Frenulina och familjen Frenulinidae. Inga underarter finns listade i Catalogue of Life.